# Woman Up
Woman Up è un singolo della cantante statunitense Ashley Roberts, il secondo estratto dal suo album di debutto, Butterfly Effect. È stato pubblicato il 15 agosto 2015 dalla Metropolis London Music Limited.
Nel 2016, la cantante statunitense Meghan Trainor ha riscritto il brano e ha fatto una versione cover per il suo secondo album in studio, Thank You.